# Jelmer Jonker
Jelmer Jonker (Hardenberg, 23 september 1993) is een Nederlands korfballer. Hij speelt op het hoogste niveau korfbal, namelijk in de Korfbal League. Jonker won verschillende Nederlandse titels met DOS'46 en PKC. Daarnaast was Jonker van 2019 t/m 2022 een speler van het Nederlands korfbalteam.

## Start van carrière
Jonker begon met korfbal bij Juventa uit Hardenberg. Daar speelde hij tot 2009.

## DOS'46
In 2009, op 16-jarige leeftijd, maakte Jonker de overstap naar DOS'46 uit Nijeveen. Het eerste team van de club was net weer zaalkampioen van Nederland geworden en Jonker wilde ook op het hoogste niveau spelen. Jonker kwam in de A jeugd terecht en werd uiteindelijk ook Nederlands veldkampioen in de A.
Per het seizoen 2013-2014 was Jonker een basisspeler in het eerste team van DOS'46 onder coach Herman van Gunst. Ondertussen was het eerste team al in 2012 uit de Korfbal League gedegradeerd en de missie was om terug te promoveren. In dit seizoen lukte promotie niet; DOS'46 bleef op een vierde plaats steken. In de veldcompetitie degradeerde de ploeg echter in dit seizoen uit de Hoofdklasse.
In Seizoen 2014-2015 ging het beter met DOS'46. De ploeg werd 1e in de Hoofdklasse A en plaatste zich zodoende voor de play-offs. In de play-offs wonnen ze van GKV en plaatste zich zo voor de Hoofdklasse Finale. In deze finale bleek tegenstander AW.DTV te sterk met 35-31. DOS'46 kreeg een herkansing om alsnog te promoveren naar de korfbal league, door namelijk te spelen in de play-down tegen OVVO. DOS'46 won twee wedstrijden en promoveerde alsnog naar de Korfbal League.
In het seizoen 2015-2016 werd DOS'46 zevende in de league en handhaafde zich als promovendus. In het seizoen erna werd de ploeg zelfs 6e en hiermee zette de ploeg de opwaartse beweging voort.
In dit seizoen slaag de ploeg er in om ook in de veldcompetitie te promoveren naar de Hoofdklasse, waardoor DOS'46 vanaf 2016 in beide competities weer op het hoogste niveau uitkwam.
In het seizoen 2018-2019 werd Jonker in de reguliere competitie topscoorder in de Korfbal League bij de mannen. Hij maakte 133 doelpunten, maar de ploeg bleef wel op de zevende plek steken.
In de veldcompetitie deed de ploeg het nog beter, want DOS'46 plaatste zich voor de Nederlandse veldfinale. In deze veldfinale was DOS'46 te sterk voor LDODK met 18-14, waardoor de ploeg Nederlands kampioen werd. Niet veel later won DOS'46 ook de Supercup, een wedstrijd tussen de Nederlandse en Belgische veldkampioen. In deze wedstrijd versloeg DOS'46 het Belgische AKC met 25-12.
Seizoen 2019-2020 was een seizoen met twee gezichten. In de veldcompetitie stond de ploeg na de eerste competitiehelft met 10 punten ongeslagen bovenaan.
In de zaalcompetitie deed DOS'46 tot ver in de competitie mee voor een play-off plaats, totdat coach Pascal Zegwaard werd ontslagen en de DOS'46 voorzitter opstapte. Er was veel onrust in de ploeg en dat had zijn effect op de wedstrijden. DOS'46 verloor de play-off plaats en moest genoegen nemen met een plek in de middenmoot.

## PKC
In april 2020 maakte Jonker bekend over te stappen naar PKC.
In seizoen 2020-2021 had PKC een upgrade gehad, want naast Jonker waren Nienke Hintzbergen en coaches Wim Scholtmeijer en Jennifer Tromp nieuw bij de club.
In dit zaalseizoen bereikte PKC de zaalfinale, waar tegenstander Fortuna wachtte. PKC won de finale met 22-19 en was zodoende zaalkampioen.
In seizoen 2021-2022 deed PKC in het seizoen weer goede zaken. Gedurende de reguliere competitie verloor het slechts 2 wedstrijden. Hierdoor eindigde de ploeg als 2e en haalden ze als 1 van de favorieten de play-offs. In de play-off serie won PKC in 2 wedstrijden van concurrent DVO, waardoor PKC voor het 3e jaar op rij in de zaalfinale stond. Ook voor de 3e jaar op rij was Fortuna weer de tegenstander. De finale, die weer in een vol Ahoy werd gespeeld, was spannend. Uiteindelijk won Fortuna de finale met 22-21, waardoor PKC was onttroond als zaalkampioen. Jonker scoorde zelf 3 keer in deze finale.
In seizoen 2022-2023 begon PKC in een favorietenrol. De ploeg was in de beginfase van de Korfbal League het sterkste van alle ploegen. In januari 2023 mocht de ploeg zijn kwaliteit laten zien in een vernieuwde opzet van de Europacup, namelijk de Korfball Champions League. PKC versloeg in de halve finale de Belgische zaalkampioen Floriant met 21-13, waardoor het zich plaatste voor de finale. In deze finalestrijd won PKC van de Nederlandse zaalkampioen Fortuna met 19-10 waardoor het de eerste Champions League winnaar was.
In de eigen competitie zette PKC de goede lijn door en stond na de 18 reguliere speelrondes op plek 1 met 30 punten. In de play-off serie moest PKC aantreden tegen het als nummer 4 geplaatste LDODK. In deze best-of-3 serie won PKC in 2 wedstrijden en plaatste zich zodoende voor de 4e zaalfinale op rij. Dit maal was DVO de tegenstander. In de zaalfinale was PKC al snel te sterk en won het met duidelijke cijfers, 33-20. Hiermee pakte PKC ook een record, want het was nog nooit eerder gebeurd in de geschiedenis van de Korfbal League dat een ploeg boven de 30 goals maakte. Het was de tweede Korfbal League titel voor Jonker als speler. Daarnaast was er ook individueel succes voor Jonker in deze zaalfinale - hij werd namelijk verkozen tot Beste Speler van de Finale.
In het volgende seizoen (2023-2024) werd het wederom en sterk seizoen voor PKC. In de zaalcompetitie won PKC 15 van de 18 wedstrijden en stond na de reguliere competitie op de 1e plek. Zodoende ging PKC als favoriet de play-off serie in. In de best-of-3 serie was KZ de tegenstander, de ploeg die als 4e eindigde in de competitie. PKC won in 2 wedstrijden, waardoor het zich plaatste voor de zaalfinale in Ahoy. Net als in het seizoen ervoor was DVO de tegenstander in Ahoy. In deze zaalfinale gaf DVO PKC meer partij, maar ook nu wist PKC de wedstrijd te winnen (23-21). Hierdoor wist PKC hun zaaltitel te prolongeren. Voor Jonker was de finale wederom bijzonder, want hij won voor het tweede jaar op rij de prijs van Beste Speler in de Finale.
Iets later, in de veldcompetitie plaatste PKC ongeslagen zichzelf voor de kruisfinale. Hier was Fortuna de tegenstander en die bleek een maatje te groot, PKC verloor de kruisfinale met 12-11.
Seizoen 2024-2025 zou een bijzonder seizoen worden voor PKC. De ploeg, als titelhouder, begon de competitie wat rommelig. Ploegen zoals DVO, Fortuna en LDODK hadden zich al een tijdje voor de play-offs van de Korfbal League geplaatst en PKC moest met AKC Blauw-Wit uitmaken welke ploeg het laatste play-off ticket zou krijgen. Het kwam aan op de laatste speelronde en PKC verzekerde zich op het nippertje van het laatste play-off plaatsje. Zodoende ging PKC als nummer 4 de play-offs in en moest het daardoor opnemen tegen de nummer 1 van de reguliere competitie, DVO. In de best-of-3 serie won PKC overtuigend in 2 wedstrijden waardoor het (tegen de verwachtingen in) zich alsnog plaatste voor de zaalfinale, voor de 7e keer op rij. In de zaalfinale was Fortuna de tegenstander en PKC won de finale met 21-17, mede dankzij een sterk optreden van Jorien Jordaan. Hierdoor was PKC voor het 3e jaar op rij de zaalkampioen.
Iets later, in de veldcompetitie stond PKC ook in de finale. In de finale was DOS'46 de tegenstander. De finale eindigde in 19-19 gelijkspel en ook na verlenging was er geen winnaar. De finale werd besloten via strafworpen, waarbij DOS'46 de wedstrijd won.

## Erelijst
- Ereklasse veldkampioen, 2× (2019, 2022)
- Supercup veldkampioen, 1× (2019)
- Korfbal League kampioen, 4x (2021, 2023, 2024, 2025)
- Champions League kampioen zaalkorfbal, 3x (2023, 2024, 2025)
- Beste Speler van de Zaalfinale, 2x (2023, 2024)

## Oranje
Jonker speelde voor Jong Oranje en werd in 2019 toegevoegd aan de selectie van het Nederlands korfbalteam.
Jonker won goud op de volgende internationale toernooien:
- EK 2021
- World Games 2022

Na de World Games van 2022 stopte Jonker bij Oranje.